# Tomas Johansson
Karl Tomas Ingemar Johansson (ur. 20 lipca 1962 w Haparandzie) – szwedzki zapaśnik walczący w stylu klasycznym. Czterokrotny olimpijczyk. Srebrny medalista z Barcelony 1992 i brązowy z Seulu 1988, siódmy w Atlancie 1996. Walczył w najcięższej kategorii wagowej, ponad 100, a następnie do 130 kg.
W Los Angeles 1984 zajął drugie miejsce, ale został zdyskwalifikowany za doping i pozbawiony srebrnego medalu. Zawodnik przyznał się do stosowania środków anabolicznych, tłumacząc iż wszedł w posiadanie niedozwolonej substancji podczas ostatnich Mistrzostw Europy. Stracił kilka kilogramów z powodu przeziębienia i chciał szybko przybrać na wadze. Środek nabył za pięć dolarów od rumuńskiego zawodnika, który zapewniał go, że będzie on możliwy do wykrycia w organizmie tylko przez dwa miesiące.
Zdobył pięć medali na mistrzostwach świata (w tym złoto w 1986), a także na mistrzostwach Europy w latach 1986–1991. Trzeci w Pucharze Świata w 1980. Dziesięciokrotny złoty medalista mistrzostw nordyckich w latach 1981–1993. Trzeci na MŚ juniorów w 1981 i ME juniorów w 1980 roku.
Na zawody o Puchar Polski w stylu klasycznym 1–2 czerwca 1991 był awizowany w składzie drużyny Piotrcovia Piotrków Trybunalski